# Mari Carmen Aponte
Mari Carmen Aponte (Puerto Rico, 1946) es una abogada y diplomática estadounidense.
Fue nombrada Subsecretaria de Estado para Asuntos del Hemisferio Occidental el 5 de mayo de 2016. Antes de este puesto, se desempeñó como Embajadora de los Estados Unidos en El Salvador, cargo que ocupó por primera vez desde septiembre de 2010 hasta enero de 2011 y luego desde junio de 2012, hasta enero de 2016. Al asumir el cargo se convirtió en la primera embajadora de origen puertorriqueño.
También ha sido nominada como Embajadora ante la República Dominicana en 1998, siendo su nominación retirada. En 2014 fue nominada como representante Permanente ante la Organización de Estados Americanos, pero no obtuvo la aprobación del Senado de los Estados Unidos.

## Biografía

### Estudios y vida personal
Nació en Puerto Rico y asistió a la escuela en los Estados Unidos. Obtuvo una Licenciatura en Ciencias Políticas de la Rosemont College, una Maestría en Teatro en la Universidad de Villanova y una Licenciatura en Jurisprudencia de la Universidad del Temple en 1975. Allí fue una de las pocas estudiantes de derecho matriculadas bajo un programa de acción afirmativa, después de servir como maestra de escuela pública en los años 1970 en el condado de Camden, Nueva Jersey.
A principios de los años 1990, Aponte mantuvo una relación un vendedor de seguros llamado Roberto Tamayo. Tamayo fue acusado por un defensor de la inteligencia cubano de espiar al gobierno de Cuba. Se ha dicho que era fuente de inteligencia estadounidense como informante del FBI. La relación de Aponte con Tamayo, que terminó en 1994, ha sido planteada por el senador republicano Jim DeMint como una razón para no confirmarla como embajadora en El Salvador en 2011.

### Carrera
Vivó en Pensilvania, siendo la primera abogada latina de ese estado. En 1979 se trasladó a Washington D. C., donde el presidente Jimmy Carter la nombró como miembro del personal de la Casa Blanca. En 1984 fue elegida como la primera mujer presidenta de la Asociación Nacional Hispana de Abogados.
En 1998, el presidente Bill Clinton la nominó para servir como el embajadora de Estados Unidos ante la República Dominicana. Sin embargo, Aponte pidió que su nombramiento fuera retirado del Senado después de que su implicación con Roberto Tamayo se hiciera pública. Posteriormente Clinton la designó como ayudante especial en la oficina del personal presidencial.
En 2001, la gobernadora de Puerto Rico Sila Calderón la nombró como Directora de la Administración de Asuntos Federales de Puerto Rico. Dejó el puesto en 2004.
Era miembro de la Comisión de Nominaciones Judiciales del Distrito de Columbia cuando el presidente Obama la nombró en diciembre de 2009 para servir como embajadora en El Salvador. Después de que el Senado no actuara sobre su nominación durante un período de ocho meses, Obama le otorgó un «nombramiento de receso» en agosto de 2010. En agosto de 2011, recibió personalmente una visita de la miembro de la Corte Suprema de Justicia de los Estados Unidos (y su compatriota puertorriqueña) Sonia Sotomayor, quien se reunió con sus homólogos salvadoreños.
En diciembre de 2011, el líder de la mayoría del Senado, Harry Reid, solicitó la clausura de la nominación de Aponte, en un esfuerzo por romper el filibuster de los senadores republicanos de su nominación. El 12 de diciembre de 2011, el Senado celebró un voto de clausura sobre la nominación. El voto de clausura requería 60 votos para cortar el debate y permitir que el Senado procediera a una votación hacia arriba o hacia abajo sobre la nominación. Sin embargo, el voto de clausura fracasó en una mayoría partidaria, 49-37 votos, con 49 senadores votando por la clausura y 37 senadores (incluyendo a Reid por razones parlamentarias) en contra. Debido a que Aponte no ganó la confirmación del Senado antes de fines de 2011, su mandato en El Salvador terminó a fines de diciembre de ese año, y regresó a Estados Unidos.
El 14 de junio de 2012, el Senado celebró otra votación de clausura sobre su nominación que pasó 62-37, asegurándole efectivamente la embajada. Inmediatamente después de la aprobación de la votación de clausura, el Senado celebró una nueva votación sobre la nominación, siendo confirmada en el cargo.
Barack Obama nombró a Aponte en dos oportunidades, en 2014 y 2015, como representante permanente ante la Organización de Estados Americanos (OEA). La designación nunca avanzó por «falta de tiempo» e inacción de la mayoría republicana del Senado.
En mayo de 2016 fue nombrada como subsecretaria adjunta para Asuntos del Hemisferio Occidental en forma interina, ya que su nombramiento fue hecho cuando el Senado estaba en receso. Debido a ello permaneció en el cargo hasta el fin de la sesión legislativa de ese año. Aponte reemplazó a Roberta S. Jacobson al ser nombrada embajadora en México. Con ese cargo fue la funcionaria nacida en Puerto Rico de más alto rango en la Administración Obama.